# Skånsk
Skånsk (på svensk også skånemål eller blot skånska) er dialekten i Skåne. Skånsk og bornholmsk indordnes af dansk sprogvidenskab traditionelt som østdanske dialekter og af svensk sprogvidenskab som sydsvenske dialekter. Det er oprindeligt en dansk dialekt, men siden Skåne overgik til Sverige i 1658, har dialekten været under kraftig indflydelse fra svensk. Ordforrådet er med tiden, især efter 1900, blevet opblandet med det svenske, men der er stadig rester af det gamle danske ordforråd. Den egentlige skånske dialekt har i dag størst udbredelse i Østerlen, det sydøstlige Skåne.
Skånsk er også betegnelsen for en regional variant af rigssvensk med skånsk udtale. Der eksisterer mange mellemvarianter mellem regionalsproget og den oprindelige dialekt.

## Kendetegn

### Fonetik og fonologi
Skånsk udtale ligger stadig nærmere dansk end svensk udtale. Eksempler på dette er udtalen af /r/ og kombinationen af /rs/ (som bliver til et [ʁ~ʀ] hhv. en sch-lyd, nord for mellemste Småland) samt en mere almindelig brug af diftonger. Mens [jo] (og [ɑw] i begyndelsen af få ord som augusti og "ia" i "via") er de eneste diftonger der bruges i standardsvensk, er fx "ue", "ua", "ai" m.fl. udbredte i skånsk. Eksempler: mig,dig og sig udtales [mɑj], [dɑj] og [sɑj], i modsætning til rigssvensk [mɛj], [dɛj] og [sɛj]. Hue i sted for huvud (hoved). Og de forholdsvis nye svenske ord mejl og tejp udtales som [mɑjl] og [tɑjp].
Skånsk har svækkelse af lukkelyde i udlyd og intervokalisk – i lighed med dansk, men i modsætning til svensk. Se for eksempel ord som kaga (svensk: kaka, dansk: kage), gaba (svensk: gapa, dansk: gabe).

### Ortografi
Brugen af vokalerne "e" og "ä" stemmer ofte slet ikke overens med rigssvensk. F.eks. stavedes byen "Hälsingborg" lige på den måde mellem 1912 og 1971. Og byen "Ängelholm" staves stadig på denne måde, men udtales i Skåne som "Engelholm". Bynavn som "Skanör" (med stavning Skanør), "Skurup", "Everöd" (som Everød) og "Hyllinge" kunne lige så godt være danske bynavne. Bynavne der ender med -rup og -röd (-rød) er meget almindelige. Danske bynavne, der ender på -løse, -vang, -sted og -lev, svarer til  -lösa, -vång, -stad og -löv, men findes (undtagen -stad) ikke udenfor de gamle danske provinser. Eksempler: "Ramlösa" (som pga. drikkevaren med samme navn, nord for Skåne ofte udtales med et langt "a"), "Nyvång", "Eslöv", "Ystad".

### Ordforråd
Skånsk har flere ord af dansk oprindelse, som adskiller sig fra de rigssvenske ord. Det gælder for eksempel albu (sammenlign svensk: armbåge, dansk: albue), balle (svensk: ändhalva, dansk: balle), där henne (svensk: där borta, dansk: derhenne), grina (svensk: skratta, dansk: grine), mölla (svensk: kvarn, dansk: mølle).